# 亚硫酸钙
亚硫酸钙属于亚硫酸盐与钙盐，化学式{\displaystyle {\ce {CaSO3.xH2O}}}。亚硫酸钙有两种已知结晶水合物：半水合亚硫酸钙{\displaystyle {\ce {CaSO3.1/2H2O}}}与四水合亚硫酸钙{\displaystyle {\ce {CaSO3.4H2O}}}，均为白色固体。亚硫酸钙是烟气脱硫的产物之一。

## 用途

### 乾壁
在制备乾壁的主要成分石膏的过程中，亚硫酸钙是一种中间产物。一间典型的全新美国房屋含有7公吨石膏。

### 食品添加剂
亚硫酸钙可用作防腐剂，E编码为E226。与其他亚硫酸盐抗氧化剂类似，亚硫酸钙广泛用于保存葡萄酒、苹果酒、水果汁、罐头水果、蔬菜等。在溶液中，亚硫酸盐是强还原剂，作为除氧剂起到保存食品的作用。因为部分人群对亚硫酸盐过敏，所以有必要对其进行标注。

### 木浆生产
化学木浆的生产过程是溶解掉木片中的木质素，分离出原本与前者紧密结合的纤维素。在亚硫酸盐制浆法中，用来分离木质素的盐可以是亚硫酸钙。人们曾经用过亚硫酸钙，但如今镁和钠的亚硫酸盐与亚硫酸氢盐已广泛取代之。另一种制浆法是硫酸盐制浆法，使用的是氢氧化物与硫化物。

### 酸抑制剂
煤中的二硫化铁在空气中煅烧会生成酸性气体，溶于水形成酸，污染环境：
- {\displaystyle {\rm {FeS_{2}+3.5O_{2}+H_{2}O\rightarrow Fe^{2+}+2SO_{4}^{2-}+2H^{+}}}}
- {\displaystyle {\rm {2Fe^{2+}+0.5O_{2}+2H^{+}\rightarrow 2Fe^{3+}+H_{2}O}}}
- {\displaystyle {\rm {FeS_{2}+14Fe^{3+}+8H_{2}O\rightarrow 15Fe^{2+}+16H^{+}+2SO_{4}^{2-}}}}

亚硫酸盐具有还原性，可以除去氧气从而抑制酸的形成。亚硫酸的钠盐、钾盐和铵盐都相对较贵且生产规模较小，而已经大规模生产的亚硫酸钙是该过程中较理想的酸抑制剂。

## 制备
通过烟气脱硫（FGD）可大量制备亚硫酸钙。烟道气指的是煤等化石燃料燃烧后得到的一类副产物，通常包括SO2。人们为了防止酸雨而限制二氧化硫排放，在其他气体从烟囱排出之前，需要除去二氧化硫。比较经济的做法是用熟石灰（Ca(OH)2）或石灰石（CaCO3）处理。
理想状况下，用石灰石除去二氧化硫的反应如下：
SO2  +  CaCO3   →  CaSO3  +  CO2
理想状况下，用熟石灰除去二氧化硫的反应如下：
SO2  +  Ca(OH)2   →  CaSO3  +  H2O
如果体系中存在氧气，亚硫酸根就会被氧化为硫酸根，最后可以得到二水合硫酸钙晶体，即石膏。
实验室制法则是令氯化鈣水溶液与亚硫酸钠水溶液反应：
CaCl2  +  Na2SO3   →   CaSO3  +  2 NaCl

## 结构
亚硫酸钙的结构已由X射线晶体学检验得出。
半水合亚硫酸钙晶体中，钙的配位数是6，每个钙离子连有五个亚硫酸根的氧原子及一个水分子中的氧原子，六个氧原子组成三角反棱柱的形状。半水合亚硫酸钙晶体热力学较稳定的原因可能是Ca－O键在整个晶体中延展形成网状结构。
四水合亚硫酸钙只在低温下稳定，在室温下会迅速转变为半水合物，因此获得四水合物单晶并分析结构较为困难。不过，使用琼脂制造溶胶环境即可减慢反应物分子的速度，便于结晶，从而制得晶体。四水合亚硫酸钙晶体中钙的配位数同样为6，两个氧原子来自亚硫酸根，四个来自水分子。其热力学不稳定的原因可能是其中的亚硫酸根离子处于无序状态。